# Jean Mouchel
Jean Mouchel (22 de Maio de 1928 - 7 de Março de 2022) foi um político, romancista e agricultor francês.

## Vida e carreira
Em 1982, foi eleito para representar a França no Parlamento Europeu como membro do Reagrupamento para a República. Foi reeleito em 1984.
Jean Mouchel faleceu a 7 de Março de 2022, aos 93 anos.